# Жеребцов, Николай Арсеньевич
Никола́й Арсе́ньевич Жеребцо́в (1807—1868) — российский чиновник и литератор, по профессии инженер путей сообщения, действительный статский советник. Славянофил.

## Биография
Родился 21 июня (3 июля) 1807 года — сын ротмистра Арсения Александровича Жеребцова и Прасковьи Николаевны Толстой (1789—1867); шурин пушкинского приятеля Никиты Всеволожского. Его племянница Н. П. Нечаева — жена мариниста Алексея Петровича Боголюбова.
Окончил Институт инженеров путей сообщения. Произведён в прапорщики (1823), подпоручики (1824), поручики (1825) Корпуса инженеров путей сообщения. Исправляющий должность вице-директора 3-го Департамента государственных имуществ (1841). Произведён в статские советники (1843). Вице-директор 3-го Департамента государственных имуществ с 1843 года; затем — Виленский гражданский губернатор (1844—1846).
Купил усадьбу Алтуфьево под Москвой (1849). Был одним из основателей в Самаре пароходства «Меркурий» (1849, позже «Кавказ и Меркурий» — одно из трёх крупнейших пароходств на Волге). Был произведён 6 декабря 1849 года в действительные статские советники. Член Совета министра внутренних дел (на 20.12.1850).
Награды: орден Святого Владимира 4-й ст. с бантом (1831), Польский знак отличия Военного Достоинства 4-й ст. (1831), Ордена Святого Станислава 2-й ст. (1839) и орден Святой Анны 2-й ст. с императорской короной (1847), а также знак отличия XV лет беспорочной службы (1847).
В отставке с 1852 года. Выйдя в отставку, основательно перестроил принадлежавшую ему подмосковную усадьбу Алтуфьево. Почётный вольный общник Академии художеств (1857), скульптор-любитель. Член Императорского вольного экономического общества (1857).
Умер 21 мая (2 июня) 1868 года. Похоронен в Петербурге на Никольском кладбище Александро-Невской лавры.

## Литературная деятельность
Н. А. Жеребцов — автор работ «О распространении знаний в России» (1848), «О двух современных экономических вопросах» (1849), «Хозяйственные заметки об Англии и Шотландии» (1862).
В 1858 году в Париже была опубликована его «История русской цивилизации» (Histoire de la Civilisation en Russie), которая вызвала немало толков. Это славянофильское сочинение спровоцировало две известные критические статьи Н. А. Добролюбова.
По мнению Жеребцова, Пётр Великий повредил развитию народа и государства заимствованием западноевропейских порядков, и лишь  по прошествии значительного периода времени России удалось ослабить вредное влияние Запада. Книга Жеребцова была издана на французском языке, с целью дать иностранцам возможность ближе ознакомиться с историей, нравами, просвещением и законодательством России.
Жеребцов написал также: «О распространении знаний в России» (1848), «О двух современных экономических вопросах» (1849), «Хозяйственные заметки об Англии и Шотландии» (1862) и несколько французских политических брошюр.